# 大朱家村遗址
大朱家村遗址（大朱村遗址）位于中国山东省日照市莒县店子集镇大朱家村，是一处新石器时代遗址，1992年被列为山东省文物保护单位。2013年被列为第七批全国重点文物保护单位。
遗址在大朱家村西侧，部分被村舍所压。东西长约300，南北宽约200米，面积达6万余平方米。
- 鬹，大汶口文化，大朱村出土